# Daniel Agricola
Daniel Agricola, eigentlich Daniel Meyer (* um 1490 vermutlich in Basel; † um 1540), war ein Schweizer Franziskaner, Prediger und Autor von lateinischen und deutschen Erbauungsschriften.

## Leben

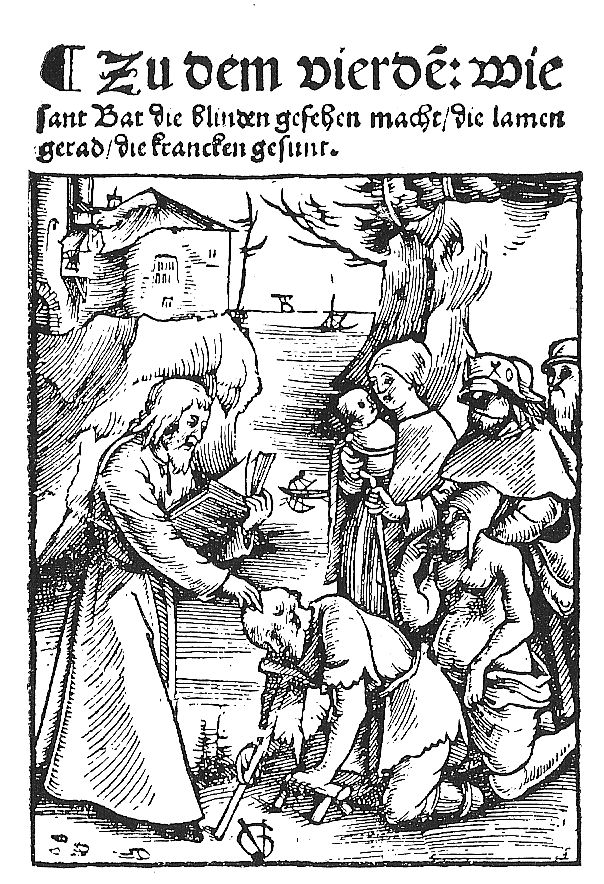
Kapitelillustration von Urs Graf aus Das leben des heiligen bychtigers vnd einsidlers sant Batten, Basel 1511.

Über die Jugend und Ausbildung von Daniel Meyer, latinisiert Agricola ist nichts bekannt. Er trat als Franziskaner-Observant ins Barfüsserkloster in Basel ein, das zur Oberdeutschen oder Straßburger Franziskanerprovinz (Provincia Argentina) gehörte, und wirkte dort als Lesemeister. Unter dem Jahr 1510 wird er im Chronikon des Konrad Pellikan als Prediger erwähnt. In seiner Basler Zeit veröffentlichte er verschiedene Erbauungsschriften, die zum Teil mehrere Auflagen erlebten. Einige seiner Schriften wurden vom damals in Basel lebenden Künstler Urs Graf illustriert. Im Jahr 1511 erschien bei Adam Petri eine Vita Beati, eine Legendensammlung zum „Schweizer Apostel“ Beatus vom Beatenberg, sowohl in einer lateinischen, wie in ein deutscher Ausgabe. Jedes Kapitel ist durch einen Holzschnitt von Urs Graf eingeleitet. Erfolgreich war auch seine Passionsgeschichte Passio Domini nostri Jesu Christi, die bis 1520 in mehrere Ausgaben erschien (Basel 1509, 1512, 1513, 1516, 1521). Die Passionsgeschichte konnte Priestern als Predigthilfe dienen.
Ab 1523 ist Daniel Agricola im Franziskanerkonvent in Kreuznach nachgewiesen. In diesem Kloster verfasste er zwei Schriften gegen die Lutheranische Lehre, die nur als Handschriften erhalten sind (Obeliscus contra Lutherum, 1528 und Wegfart mit sicherm gleid durch luttersche abweg, 1529). Wie lange Agricola in Kreuznach blieb, ist nicht bekannt. Er starb vermutlich um 1540.

## Werke
- Passio domini nostri iesu christi secundum seriem quattuor evangelistarum. Basel 1509. (Auflage von 1511 mit Illustrationen von Urs Graf) (VD 16: B 4701 – B 4721)
- Almi confessoris et anachorete Beati: Helveciorum primi evangelistae et apostoli: a sancto Petro missi vita: iam pridem exarata. Basel 1511 (mit Illustrationen von Urs Graf) Digitalisat (Bibliographische Information) (VD 16: M 5078)
- Das leben des heiligen bychtigers vnd einsidlers sant Batten, des ersten Apostel des oberlands, Heluecia geheissen. Basel 1511
- Ein Emblembuch – avant la lettre: Daniel Agricola „Vita beati“ (1511): fotografischer Nachdruck des lateinischen Werks mit synoptischer Beigabe einer neuhochdeutschen Übersetzung sowie der Transkription des frühneuhochdeutschen Drucks, hrsg. von Seraina Plotke. Basel: Schwabe 2012
- Directorium in Dominice passionis articulas. Basel 1511 (VD 16: in P 1872 (1513) und P 1873 (1516))
- Das leben vnsers erledigers Jesu Christi nach lauttung des heyligen Ewangeli mit vil andechtiger betrachtung, Auch mit beylauffung des lebens der junckfrawen Marie, von einem Barfuesser der obseruantz Also zusamẽ gesetzt von anfang der kindthait Cristi biß auff sein himelfart vol suesser vnd andechtiger leer vnd betrachtung. Nürnberg 1514 Digitalisat (VD 16: M 5079)
- Danielis Agricolae Minoritae Obeliscus (contra Lutherum). (Handschrift) Kreuznach 1528
- Wegfart mit sicherm gleid durch luttersche abweg ein yden Christen Clar an tag gleit durch xl tagreiss auff den berg wares glaubes. (Handschrift) Kreuznach 1529. Digitalisat